# Walking on Thin Ice
Pour la chanson, voir Walking on Thin Ice (chanson).
Albums de Yoko Ono
Onobox
(1992) New York Rock
(1994)
Walking on Thin Ice est une compilation des meilleures chansons de Yoko Ono, enregistrés entre 1972 à 1985. Il est publié en 1992 par Rykodisc, en même temps que le coffret Onobox.
Le livret de l'album comprend un texte de Yoko, des extraits de son livre Grapefruit ainsi que des citations d'artistes tels que David Bowie, Eric Clapton et Cyndi Lauper.
Cet album est classé parmi les 50 plus grands albums de tous les temps catégorie "Women who rock" par Rolling Stone Magazine.

## Liste des pistes
Toutes les chansons sont écrites et composées par Yoko Ono.
| No  | Titre                      | Auteur   | Producteur(s) | Durée |
| --- | -------------------------- | -------- | ------------- | ----- |
| 1.  | Walking on Thin Ice        | Yoko Ono |               | 6:00  |
| 2.  | Even When You're Far Away  | Ono      |               | 4:12  |
| 3.  | Kiss Kiss Kiss             | Ono      |               | 2:40  |
| 4.  | Nobody Sees Me Like You Do | Ono      |               | 3:33  |
| 5.  | Yang Yang                  | Ono      |               | 3:48  |
| 6.  | No, No, No                 | Ono      |               | 2:41  |
| 7.  | Death of Samantha          | Ono      |               | 5:05  |
| 8.  | Mindweaver                 | Ono      |               | 3:27  |
| 9.  | You're the One             | Ono      |               | 4:25  |
| 10. | Spec of Dust               | Ono      |               | 3:32  |
| 11. | Midsummer New York         | Ono      |               | 2:15  |
| 12. | Don't Be Scared            | Ono      |               | 3:51  |
| 13. | Sleepless Night            | Ono      |               | 3:52  |
| 14. | Kite Song                  | Ono      |               | 2:48  |
| 15. | She Gets Down on Her Knees | Ono      |               | 4:10  |
| 16. | Give Me Something          | Ono      |               | 1:34  |
| 17. | Hell in Paradise           | Ono      |               | 3:38  |
| 18. | Woman Power                | Ono      |               | 5:36  |
| 19. | O'Oh                       | Ono      |               | 4:01  |